# Ronde van Frankrijk 2023/Zesde etappe

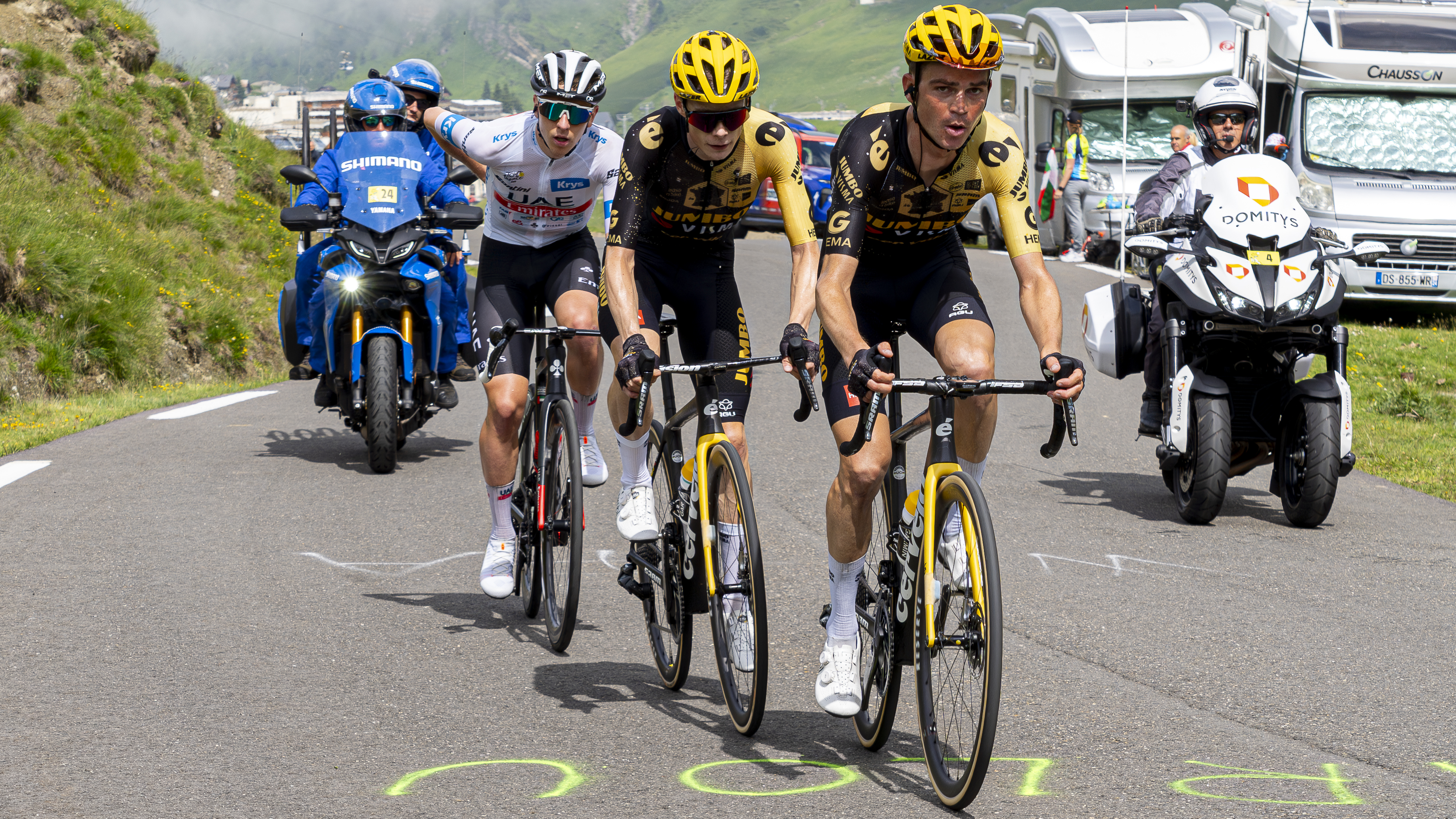
Tadej Pogacar, Jonas Vingegaard enSepp Kuss bij de beklimming van de Col du Tourmalet

De zesde etappe van de Ronde van Frankrijk 2023 was een bergrit met een lengte van 144,9 kilometer. De etappe werd verreden op 6 juli met de start in Tarbes en de finish in Cauterets-Cambasque.

## Parcours
De tweede bergetappe had een vlakke aanloop en kwam na 29,9 kilometer over Côte de Capvern-les-Bains van derde categorie. In Sarrancolin lag de streep voor de tussensprint na 49,2 kilometer waarna langzaamaan de klim van de Col d'Aspin van eerste categorie begon. Na de afdaling was het meteen weer klimmen geblazen op de Col du Tourmalet, een berg van de buitencategorie met de top na 97,7 kilometer fietsen. Na een lange afdaling van rond de 30 kilometer was er nog de slotklim van eerste categorie naar de finish in Cauterets-Cambasque.

## Verloop
Tadej Pogačar heeft in de tweede Pyreneeënrit van deze Tour de France een beetje revanche genomen op Jonas Vingegaard. De Sloveen won na een boeiend gevecht de zesde etappe, met 24 seconden voorsprong op Vingegaard, die tweede werd.
Vrij kort na de start ontstond er een grote kopgroep van twintig renners met onder andere de Belg Wout van Aert, de Nederlander Mathieu van der Poel, de Spanjaard Gorka Izagirre, de Fransman Julian Alaphilippe en de Pool Michał Kwiatkowski. Een achtervolgende groep, bestaande uit onder andere de Amerikaan Neilson Powless en de Deen Kasper Asgreen slaagde erin om de kopgroep in te halen na ongeveer twintig kilometer koers.
Op de top van de Côte de Capvern-les-Bains klim had Neilson Powless de leiding van de kopgroep om te proberen de bolletjestrui te veroveren. Bij de tussensprint in Sarrancolin reed Bryan Coquard voorop. Op de top van de Col d'Aspin kwam Neilson Powless voor Gorka Izagirre door en hadden de vluchters een voorsprong van drie minuten en twintig seconden op de groep gele trui.
Op de klim naar de Col du Tourmalet reden vijf renners voorop weg: Ruben Guerreiro, Tobias Halland Johannessen, Michał Kwiatkowski, James Shaw en Wout van Aert. Achter hen bleef de groep gele trui krimpen onder het tempo van Jumbo-Visma met Wilco Kelderman, de Amerikaan Sepp Kuss en Jonas Vingegaard. De Australische drager van de gele trui Jai Hindley moest lossen.
Op de top van de Col du Tourmalet kwam Tobias Halland Johannessen als eerste boven , voor Ruben Guerreiro, James Shaw, Michał Kwiatkowski en Wout van Aert. Het duo van Pogačar en Vingegaard passeerde met een achterstand van vijfendertig seconden; achter hen had de groep gele trui een achterstand van twee minuten en drieëndertig seconden op de koploper. Wout van Aert, aanwezig in de kopgroep, liet zich terugzakken in de afdaling om zijn ploegmaat Vingegaard te helpen.
Aan de voet van de slotklim naar Cauterets-Cambasque bestond de kopgroep nog uit acht renners: Ruben Guerreiro, Tobias Halland Johannessen, Michał Kwiatkowski, Tadej Pogačar, Neilson Powless, James Shaw, Wout van Aert en Jonas Vingegaard. Daarachter had de groep gele trui een achterstand van twee minuten en eenenvijftig seconden. Op de klim zette van Aert een hoog tempo in, waardoor de kopgroep kleiner werd. Met nog 2,8 kilometer te gaan plaatste Pogačar een scherpe aanval waar Vingegaard geen antwoord op had. Pogačar won de etappe, Vingegaard nam de leiding in het algemeen klassement over van Jai Hindley en Neilson Powless heroverde de bolletjestrui, een dag nadat hij de trui was kwijtgeraakt, op Felix Gall.

## Uitslag etappe
| Tarbes – Cauterets-Cambasque (144,9 km) |                            |                        |          |
| Plaats                                  | Naam                       | Ploeg                  | Tijd     |
| 1                                       | Tadej Pogačar              | UAE Team Emirates      | 3u54'27" |
| 2                                       | Jonas Vingegaard           | Team Jumbo-Visma       | + 24"    |
| 3                                       | Tobias Halland Johannessen | Uno-X Pro Cycling Team | + 1'22"  |
| 4                                       | Ruben Guerreiro            | Movistar Team          | + 2'06"  |
| 5                                       | James Shaw                 | EF Education-EasyPost  | + 2'15"  |
| 6                                       | Jai Hindley                | BORA-hansgrohe         | + 2'39"  |
| 7                                       | Carlos Rodríguez           | INEOS Grenadiers       | z.t.     |
| 8                                       | Simon Yates                | Team Jayco AlUla       | z.t.     |
| 9                                       | Adam Yates                 | UAE Team Emirates      | + 3'11"  |
| 10                                      | Romain Bardet              | Team DSM-Firmenich     | + 3'12"  |
|                                         |                            |                        |          |
| 19                                      | Steff Cras                 | Team TotalEnergies     | + 3'41"  |
| 26                                      | Wilco Kelderman            | Team Jumbo-Visma       | + 5'50"  |

 –  Wout van Aert was de strijdlustigste renner van de zesde etappe.

## Klassementen

### Algemeen klassement
| Algemeen klassement (gele trui) |                  |                    |           |
| Plaats                          | Naam             | Ploeg              | Tijd      |
| Gele trui                       | Jonas Vingegaard | Team Jumbo-Visma   | 26u10'44" |
| 2                               | Tadej Pogačar    | UAE Team Emirates  | + 25"     |
| 3                               | Jai Hindley      | BORA-hansgrohe     | + 1'34"   |
| 4                               | Simon Yates      | Team Jayco AlUla   | + 3'14"   |
| 5                               | Carlos Rodríguez | INEOS Grenadiers   | + 3'30"   |
| 6                               | Adam Yates       | UAE Team Emirates  | + 3'40"   |
| 7                               | David Gaudu      | Groupama-FDJ       | + 4'03"   |
| 8                               | Romain Bardet    | Team DSM-Firmenich | + 4'43"   |
| 9                               | Tom Pidcock      | INEOS Grenadiers   | z.t.      |
| 10                              | Sepp Kuss        | Team Jumbo-Visma   | + 5'28"   |
|                                 |                  |                    |           |
| 14                              | Steff Cras       | Team TotalEnergies | + 6'10"   |
| 19                              | Wilco Kelderman  | Team Jumbo-Visma   | + 7'58"   |

### Puntenklassement
| Puntenklassement (groene trui) |                   |                       |        |
| Plaats                         | Naam              | Ploeg                 | Punten |
| Groene trui                    | Jasper Philipsen  | Alpecin-Deceuninck    | 150    |
| 2                              | Bryan Coquard     | Cofidis               | 104    |
| 3                              | Wout van Aert     | Team Jumbo-Visma      | 92     |
| 4                              | Victor Lafay      | Cofidis               | 80     |
| 5                              | Mads Pedersen     | Lidl-Trek             | 76     |
| 6                              | Caleb Ewan        | Lotto-Dstny           | 73     |
| 7                              | Tadej Pogačar     | UAE Team Emirates     | 70     |
| 8                              | Mark Cavendish    | Astana Qazaqstan      | 62     |
| 9                              | Jai Hindley       | BORA-hansgrohe        | 51     |
| 10                             | Neilson Powless   | EF Education-EasyPost | 45     |
|                                |                   |                       |        |
| 18                             | Dylan Groenewegen | Team Jayco AlUla      | 28     |

### Bergklassement
| Bergklassement (bolletjestrui) |                            |                        |        |
| Plaats                         | Naam                       | Ploeg                  | Punten |
| Bolletjestrui                  | Neilson Powless            | EF Education-EasyPost  | 36     |
| 2                              | Felix Gall                 | AG2R-Citroën           | 28     |
| 3                              | Tobias Halland Johannessen | Uno-X Pro Cycling Team | 26     |
| 4                              | Ruben Guerreiro            | Movistar Team          | 22     |
| 5                              | Tadej Pogačar              | UAE Team Emirates      | 19     |
| 6                              | Jai Hindley                | BORA-hansgrohe         | 19     |
| 7                              | Giulio Ciccone             | Lidl-Trek              | 19     |
| 8                              | Jonas Vingegaard           | Team Jumbo-Visma       | 18     |
| 9                              | Wout van Aert              | Team Jumbo-Visma       | 15     |
| 10                             | Daniel Martínez            | INEOS Grenadiers       | 15     |
|                                |                            |                        |        |
| 16                             | Mathieu van der Poel       | Alpecin-Deceuninck     | 4      |

### Jongerenklassement
| Jongerenklassement (witte trui) |                            |                        |            |
| Plaats                          | Naam                       | Ploeg                  | Tijd       |
| Witte trui                      | Tadej Pogačar              | UAE Team Emirates      | 26u11'09"  |
| 2                               | Carlos Rodríguez           | INEOS Grenadiers       | + 3'05"    |
| 3                               | Tom Pidcock                | INEOS Grenadiers       | + 4'18"    |
| 4                               | Felix Gall                 | AG2R-Citroën           | + 7'54"    |
| 5                               | Mattias Skjelmose Jensen   | Lidl-Trek              | + 8'22"    |
| 6                               | Tobias Halland Johannessen | Uno-X Pro Cycling Team | + 21'16"   |
| 7                               | Clément Champoussin        | Arkéa-Samsic           | + 39'09"   |
| 8                               | Matthew Dinham             | Team DSM-Firmenich     | + 40'18"   |
| 9                               | Mathieu Burgaudeau         | Team TotalEnergies     | + 42'44"   |
| 10                              | Matis Louvel               | Arkéa-Samsic           | + 44'45"   |
|                                 |                            |                        |            |
| 12                              | Maxim Van Gils             | Lotto-Dstny            | + 59'00"   |
| 14                              | Lars van den Berg          | Groupama-FDJ           | + 1u02'26" |

### Ploegenklassement
| Ploegenklassement |                    |           |
| Plaats            | Ploeg              | Tijd      |
|                   | Team Jumbo-Visma   | 78u43'21" |
| 2                 | INEOS Grenadiers   | + 1'50"   |
| 3                 | Bahrain-Victorious | + 10'09"  |
| 4                 | UAE Team Emirates  | + 11'02"  |
| 5                 | Groupama-FDJ       | + 15'26"  |

1e etappe ·
2e etappe ·
3e etappe ·
4e etappe ·
5e etappe ·
6e etappe ·
7e etappe ·
8e etappe ·
9e etappe ·
10e etappe ·
11e etappe ·
12e etappe ·
13e etappe ·
14e etappe ·
15e etappe ·
16e etappe ·
17e etappe ·
18e etappe ·
19e etappe ·
20e etappe ·
21e etappe
Startlijst · Eindstanden · Afbeeldingen